# 奧托·恩斯特·雷莫
奧托·恩斯特·雷莫（德語：Otto Ernst Remer，1912年8月18日—1997年10月4日）是德国的一名德军官员，在德國軍方主導的1944年7月20日密謀案中有决定性的作用。 战争期间他受伤九次。战争结束后，他共同创立了社會主義帝國黨（SRP），并否定納粹大屠杀的存在。他被认为是战后纳粹地下的“教父”。

## 早年
雷莫於1912年8月18日出生於梅克伦堡-施特雷利茨新勃兰登堡。他在1932年20歲時，以自願役的身份加入軍中。兩度結婚，育有小孩2男1女。

## 軍事生涯
1939年9月，雷莫參加德國入侵波蘭的行動，之後以中尉的身份指揮第9裝甲師中的摩托化步兵連參加法國戰役、巴爾幹戰役和入侵蘇聯的巴巴羅薩作戰。1942年4月升為上尉，並成為大德意志師的自走砲營營長。1943年2月，雷莫轉而指揮大德意志裝甲擲彈兵師的第1裝甲營。由於指揮部隊同武裝黨衛軍於第三次哈爾科夫戰役表現優異，雷莫被頒發騎士鐵十字勳章，其後又在1943年11月，因在克里沃罗格的表現而被授予橡葉騎士鐵十字勳章（第325位獲得者），且是由希特勒親自頒贈的。雷莫在1944年3月因重傷而從東線戰場回到德國本土，現在是少校階級的他被派去指揮駐守於柏林的警備部隊——大德意志步兵團。

### 7月20日密謀案

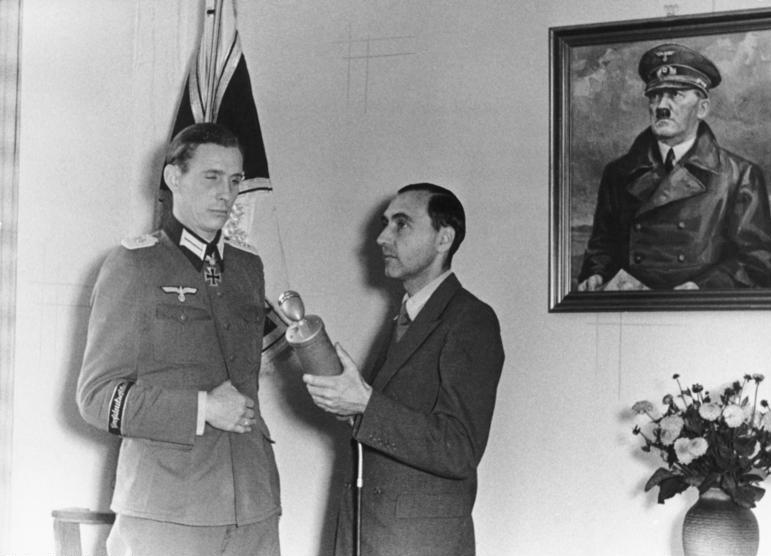
7月20日密謀案發生後，雷默接受了帝國廣播公司的採訪。

1944年7月20日，以德國許多軍官和政治人士策劃的7月20日密謀案發生後，雷莫聽從保羅·馮·哈澤將軍的指揮，領兵前去逮捕宣傳部長約瑟夫·戈培爾，當雷莫持槍進入戈培爾的辦公室後，戈培爾利用演說技巧勸阻他的逮捕行動，並強調希特勒仍還活著。雷莫當場要戈培爾拿出證據，戈培爾就撥了一通要求接給希特勒的電話，並在一分鐘內轉遞給雷莫聽。希特勒當場問雷末認不認得出他的聲音，並給他逮捕密謀者（活捉）的命令，而雷莫也遵從了其命令。當晚，雷莫被晉升為上校；雷莫在戰後1970年代的英國電視紀錄片系列節目戰爭的世界（The World At War）中曾提過此事，也表示對於導致政變的失敗，他不後悔；此外也有參加德國歷史學家約阿希姆·費斯特拍攝的德語紀錄片，並訓練扮演他的年輕演員如何扮演。
7月20日密謀案之後，雷莫成為了元首護衛旅旅長，還率領部隊參加了突出部之役。1945年1月，32歲的雷莫晉升為少將，為全德軍裡最年輕的將級軍官之一，元首護衛旅也擴建為師。4月22日，雷莫對德累斯顿的軍隊下達撤往西方的命令，但因為缺乏準備而人員損失不小，也招來不少批評。雷莫之後換裝便服逃脫時被美軍俘虜，直到1947年才被釋放。

## 戰後生活

### 政治活動

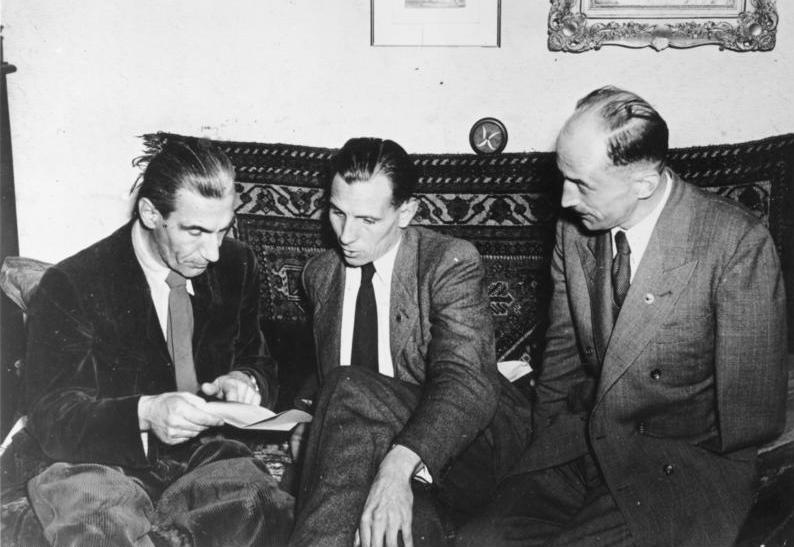
1952年8月，雷莫（中）與其他社會主義帝國黨的領導人物

戰後，雷莫與他人在1950年共同組建一個極右翼政黨——社會主義帝國黨，之後在1952年遭到取締。該黨曾在下薩克森州獲得36萬人的支持，並在該地州議贏得16個席位，在不來梅州的議會也贏得8個席位。1991年至1994年期間，雷莫一直出版自己的書作——雷莫電報（Remer-Depesche），由於其內容涉及煽動種族仇恨與對大屠殺的質疑，雷莫在1992年10月被判了22個月的監禁（後被改為3個月）。雷莫則宣稱自己有自由言論權利和該判決不公平，但他提出的申訴卻被歐洲人權委員會（European Commission of Human Rights）駁回，他繼續提出許多申訴，並在即將要被關押前逃到了西班牙。

### 流亡
1994年2月，雷莫流亡到了西班牙，並成功免除了他的牢獄之災。雷莫之後持續以「質疑大屠殺關鍵人物」的身份活躍於歷史學家的研究中，如同弗雷德· 雷烏齊特（Fred Leuchter）和格瑪·魯道夫（Germar Rudolf）。

### 刑事起訴
西班牙高等法院裁定了德國政府對雷莫的引渡回國要求，並聲稱雷莫並無犯罪而拒絕。之後雷莫先後移居於埃及、敘利亞擔任軍事顧問，最後回到西班牙，而直到他在1997年85歲於马贝拉去世前，在德國國內一直是一名通緝犯。

## 在流行文化中
2008年的電影《行動代號：華爾奇麗雅》中，德國演員湯瑪斯·柯瑞奇曼飾演了雷默上校。

## 獲得榮譽
- 二級鐵十字勳章
- 金質大德意志勋章
- 一级鐵十字勳章
- 银橡葉騎士鐵十字勳章
- 金质战傷章
- 銀质近戰章
- 東線冻肉章
- 國防軍4年服役章
- 保加利亞一級英勇戰鬥勳章
- 普通突击章

## 著作
- 20. Juli 1944. Hamburg-Neuhaus/Oste, Verlag Hans Siep 1951.
- 20. Juli 1944. 5. Auflage. Hamburg-Neuhausen: Verlag Deutsche Opposition 1951.
- Verschwörung und Verrat um Hitler. Urteil des Frontsoldaten, 5. Auflage, Bad Kissingen: Remer-Heipke 1993, ISBN 3-87725-102-1.
- Kriegshetze gegen Deutschland: Lüge und Wahrheit über die Ursachen beider Kriege.	Bad Kissingen: Remer-Heipke 1989.

## 來源

### 腳註
1. ↑   "Atkins" 2004, pp. 273–274.
2. ↑  The Rise and Fall of the Third Reich, by William L. Shirer, page 1063 ff. 1960.
3. ↑  http://www.youtube.com/watch?v=Fso9AVg1nq0 （页面存档备份，存于） part of the Interview on Youtube @5:24
4. ↑  .   [2010-02-02]. （原始内容存档于2012-03-21）.
5. ↑  .   [2010-03-09]. （原始内容存档于2009-09-18）. Holocaust Denial on Trial: Using History to Confront Distortions. "Biographies: Otto Remer," (retrieved on April 10th, 2009).